# İlker Esel
İlker Esel (Ankara, 1941 – 10 agosto 2024) è stato un cestista turco.

## Carriera
Con la Turchia disputò i Campionati europei del 1963.